# Canto (Ribeiras)
Canto é uma localidade portuguesa da freguesia da Ribeiras, concelho da Lajes do Pico, ilha do Pico, arquipélago dos Açores.